# Le feste di Pablo
Le feste di Pablo è un singolo della cantante italiana Cara, pubblicato il 13 marzo 2020.

## Tracce
Testi di Anna Cacopardo, Davide Simonetta, Jacopo Matteo Luca D'Amico e Paolo Antonacci, musiche di Davide Simonetta e Sixpm.
1. Le feste di Pablo – 3:03

## Remix
Il 10 aprile 2020 è stato pubblicato un remix del singolo in collaborazione con il rapper Fedez come secondo estratto dal primo EP di Cara 99.

### Tracce
Testi di Anna Cacopardo, Federico Leonardo Lucia, Davide Simonetta, Jacopo Matteo Luca D'Amico e Paolo Antonacci, musiche di Davide Simonetta e Sixpm.
1. Le feste di Pablo – 3:13

### Successo commerciale
In Italia il brano è stato il 100º più trasmesso dalle radio nel 2020.

### Classifiche

#### Classifiche settimanali
| Classifica (2020) | Posizione massima |
| ----------------- | ----------------- |
| Italia            | 1                 |

#### Classifiche di fine anno
| Classifica (2020) | Posizione |
| ----------------- | --------- |
| Italia            | 88        |